# Rudolf Leuckart
Karl Georg Friedrich Rudolf Leuckart (7 d'octubre de 1822 – 6 de febrer de 1898), va ser un zoòleg alemany. Era nebot del naturalista Friedrich Sigismund Leuckart (1794-1843).

## Biografia
Es va graduar a la Universitat de Göttingen, amb Rudolf Wagner (1805-1864). Va estudiar els invertebrats marins a la Mar del Nord. Després va ser professor de zoologia a les universitats de Giessen (1850) i de Leipzig (1869).

## Recerca en parasitologia
Leuckart va treballar en nematodes i la triquinosi. Va ser el primer a provar que Taenia saginata només es presenta en bovins (i humans) i Taenia solium només en porcins (i humans). El seu estudi sobre Trichina va fer que Rudolf Virchow iniciés una campanya legal d'inspecció de la carn a Alemanya.

Actualment la medalla "Rudolf-Leuckart-Medaille" és un premi anual en parasitologia atorgat per la Deutschen Gesellschaft für Parasitologie

## Altres contribucions
Leuckart va dividir Radiata de George Cuvier en dos fílums: Coelenterata i Echinodermata.
En entomologia, va fer estudis sobre la fertilització dels ous dels insectes i de la vida de les abelles de la mel.

## Obres
- Beiträge zur Kenntnis wirbelloser Tiere, Braunschweig, 1847
- Über die Morphologie und Verwandtschaftsverhältnisse der wirbellosen Tiere,Braunschweig, 1848
- Zur Morphologie und Anatomie der Geschlechtsorgane,, 1848
- Beiträge zur Lehre der Befruchtung, 1849
- Über den Polymorphismus der Individuen oder die Erscheinungen der Arbeitsteilung in der Natur,, Gießen, 1851
- Zoologische Untersuchungen, (Zoological research) Gießen, 1853–54, 3 Hefte
- Vergleichende Anatomie und Physiologie, (Comparative Anatomy and Physiology) Leuckart & Bergmann, Stuttgart, 1852
- Die Fortpflanzung und Entwicklung der Pupiparen, (The reproduction and development of Pupipara) Halle, 1857
- Zur Kenntnis des Generationswechsels und der Parthenogenesis bei den Insekten, (Change in generations and parthenogenesis in insects) Frankfurt, 1858
- Untersuchungen über Trichina spiralis, (Studies on Trichina spiralis) Leipzig, 1860, second edition- 1866
- Die Blasenwürmer und ihre Entwicklung, (Bladder-worms and their development) Gießen, 1856
- Die Parasiten des Menschen und die von ihnen herrührenden Krankheiten, (Parasites of man and the diseases arising from them), Leipzig, 1863–76, 2 volumes; second edition- 1879 ff.
- Die Entwicklunggeschichte des Leberegels (Distonum hepaticum, dt.), (Developmental history of the liver fluke (Distonum hepatic dt.) in: Zoologischer Anzeiger 4, 1881
- Neue Beiträge zur Kenntnis des Baes und der Lebensgeschichte der Nematoden, (New contributions to the knowledge of Baes and the life history of nematodes, 1887